# Ramón Morales Valverde
Ramón Morales Valverde ( n. 1949) es un botánico y profesor español. Realizó cum laude la defensa de su tesis: taxonomía del género Thymus L. [excluida la sección Serpyllum (Mill.) Benth.] en la península ibérica; por la Universidad Complutense de Madrid, en marzo de 1985
Desarrolla sus principales actividades científicas en el Consejo Superior de Investigaciones Científicas, "Departamento: Biodiversidad y Conservación" del Real Jardín Botánico de Madrid, con la temática de sistemática de plantas vasculares, especialmente Labiatae, etnobotánica alimentaria, y plantas medicinales.

## Algunas publicaciones
- m. Molina, m. pardo-de-Santayana, l. Aceituno, ramón Morales, j. Tardío. 2011. Fruit production of strawberry tree (Arbutus unedo L.) in two Spanish forests. Forestry 84 (4): 419-429

- ramón Morales. 2011. Las labiadas de Guinea Ecuatorial. An. del Jardín Botánico de Madrid 68(2): 199-223

- m.p. Santayana, a. garcía-Villaraco, m.r. Bueno, ramón Morales. 2011. Nature in botany and zoology in the spanish literature: La celestina. Asclepio 63 (1): 249-292

- j. Tardío, m. Molina, l. aceituno-Mata, m. pardo-de-Santayana, ramón Morales, v. fernández-Ruiz, p. Morales, p. García, m. Cámara, m.c. sánchez-Mata. 2011. Montia fontana L. (Portulacaceae), an interesting wild vegetable traditionally consumed in the Iberian Peninsula. Genetic Res. and Crop Evol. 58: 1105-1118

- ------------, m. pardo de Santayana, ramón Morales. 2007. Ethonobotanical review of wild edible plantas in Spain. Bot. J. of the Linnean Soc. 152 (1): 27-71

- m. pardo de Santayana, j. Tardío, e. Blanco, a.m. Carvalho, j.j. Lastra, e. San Miguel, ramón Morales. 2007. Traditional knowledge of wild edible plants used in the northwest of the Iberian Peninsula (Spain and Portugal): a comparative study. J. of Ethnobiology and Ethnomedicine 3: nº 27 [revista digital, ISSN 1746-4269]

- ----------------------------------, -----------, a. Carvalho, e. San Miguel, e. Blanco, ramón Morales. 2006. Diversity and selection of wild food plants in six regions of Northwestern Iberian Peninsula (Spain and Portugal). En: F. Ertug (ed.) Proc. of the Fourth International Congress of Ethnobotany: 49-56. Zero. Estambul. ISBN 975-807-153-X

- ----------------------------------, e. Blanco, ramón Morales. 2005. Plants known as “té” (tea) in Spain. An ethno-pharmaco-botancial review. J. of Ethnopharmacology 98 (1-2): 1-19. PDF

- ----------------------------------, j. Tardío, ramón Morales. 2005. The gathering and consumption of wild edible plants in Campoo (Cantabria, Spain). International J. of Food Sciences and Nutrition 56 (7): 529-542. PDF

- j. Tardío, h. Pascual, ramón Morales. 2005. Wild Food Plants Traditionally Used in the Province of Madrid, Central Spain. Economic Botany 59(2): 122-136 (2005). PDF

- c. Aedo, ramón Morales, m.t. Tellería, m. Velayos. (eds.) 2001. Botánica y Botánicos en Guinea Ecuatorial. 257 pp. Real Jardín Botánico – AECI, Madrid

- La abreviatura «R.Morales» se emplea para indicar a Ramón Morales Valverde como autoridad en la descripción y clasificación científica de los vegetales.[2]